# Rodéo mécanic
Le Rodéo mécanic est un festival annuel qui se tient à Tingwick, Québec, Canada depuis 1990. Le festival a habituellement lieu en août et attire les adeptes de la moto.

## Histoire
Né du désœuvrement d'un groupe d'adeptes de la moto « un samedi après-midi », le Rodéo mécanic était à sa première édition, le 29 septembre 1990 à Tingwick, une simple compétition de motocyclettes.
Au cours des années subséquentes, l'événement fut déplacé en été et fut étalé sur trois jours, du vendredi au dimanche, autour du thème « Célébrons la vie, on s'en câlisse, » (une devise depuis changée pour « Plus fort que jamais »).
Diverses activités y sont organisées, comme des compétitions d'habiletés et un concours de tee-shirts mouillés pour les belles de l'endroit. Plusieurs fêtards sont également autorisés à ériger leur tente sur un terrain loué ou réquisitionné à l'habitant. La musique hard rock, l'odeur de fumée causée par le grand nombre d'engins motorisés, la bière et la poutine y sont omniprésentes. C'est « l'enfer au village », comme le veut l'expression consacrée.
En 2007, pas moins de 30 000 festivaliers participèrent à l'événement.
Le succès entendu du Rodéo ne fit cependant pas l'unanimité dans la population locale, malgré les importantes retombées économiques pour la région du Centre-du-Québec. En 2008, le conseil municipal de Tingwick adopta des règlements plus contraignants encadrant la tenue de l'événement : il fut entendu que les participants ne pourraient plus garer leur engin n'importe où dans le village, pour des raisons de sécurité, et ce bien qu'aucun incident fâcheux n'ait été déploré au cours des 18 premières éditions du Rodéo. Des stationnements furent mis à la disposition des visiteurs. L'objectif était de réduire le nombre de shows de boucane.
De plus, les jeux de hasard, les pipes à haschich, les couteaux et autres objets considérés comme armes par le Code criminel ont été interdits.
Ces nouvelles dispositions ne furent pas adoptées sans heurts. La forte présence policière assurée par la Sûreté du Québec a également été critiquée tant par la population locale que par le maire.

## Activités
- Exposition de motocyclettes.
- Différentes compétitions d'habileté à moto (notamment slow race[6] et slalom[7]).
- Concours de tee-shirts mouillés[8].
- Destruction d'une moto japonaise[9].
- Prise de photos de membres en règle des Hells Angels[10].
- Consommation de bière à outrance.